# Luci Valeri Flac (cònsol 100 aC)
Luci Valeri Flac (en llatí Lucius Valerius Flaccus) va ser un magistrat romà. Formava part de la gens Valèria, una antiga família romana d'origen sabí, i portava el cognomen de Flac. Era fill probablement de Luci Valeri Flac Lucius Valerius Flaccus, cònsol l'any 131 aC, i va ser el pare de Luci Valeri Flac, defensat per Ciceró.
Va ser elegit cònsol de la República Romana l'any 100 aC juntament amb Gai Mari, que exercia el càrrec per sisena vegada. Quan era edil curul, el tribú de la plebs Gai Appuleu Decià va presentar una acusació contra ell. Durant els disturbis de la revolta de Luci Apuleu Saturní, els cònsols van rebre ordres de donar suport als tribuns i pretors per mantenir la dignitat de la república i Flac va condemnar a mort a Saturní, Glàucia i altres revolucionaris.
Quatre anys després d'aquests fets, el 97 aC va ser censor amb Marc Antoni l'orador, i van incorporar en la llista de ciutadans romans a molts italians, sens dubte per afavorir el partit de Mari. L'any 86 aC es va convertir en Princeps Senatus per la mort de Marc Emili Escaure.
L'any 82 aC va ser nomenat interrex i va fer aprovar pels comicis la Lex Valeria de dictadura Sullae, que donava el poder absolut a Sul·la. El nou dictador el va nomenar magister equitum.